# Hugo Kinzer

Hugo Kinzer

Hugo Kinzer (* 17. Dezember 1874 in Goy, Landkreis Ohlau, Schlesien; † 17. Juni 1929 in Berlin) war ein deutscher Architekt und kommunaler Baubeamter.

## Leben
Kinzer wurde am 17. Dezember 1874 in Goy, Kreis Ohlau, geboren, war katholischer Religion und blieb zeit seines Lebens ledig. 1929 zu seinem Tode wurde angegeben, dass er einen ledigen Bruder (1928 als Dechant in Reichstadt verstorben) und zwei ledige Schwestern, die bei diesem Bruder lebten, hatte. Kinzer wirkte in Berlin-Köpenick als Architekt und Stadtbaumeister. Von 1907 bis 1919 war er Köpenicker Stadtbaurat.
Nach seinem Ausscheiden aus dem Amt wurde er Direktor der Berlinischen Boden-Gesellschaft / Berlinischen Baugesellschaft, die die Wohnanlagen der Bauhaussiedlung „Elsengrund“ in Köpenick plante und errichtete. Er starb am 17. Juni 1929 und wurde auf dem St.-Laurentius-Friedhof bestattet. Die Stadt ehrte sein Andenken 1939 mit der Straßenbenennung der Kinzerallee.

## Bauten
Mit dem Bau eines neuen Rathauses für die damals noch selbstständige Stadt Köpenick beauftragte man 1901 den Architekten Hans Schütte. Doch schon im Herbst 1901 sicherte er sich den lukrativeren Posten des Gemeinde-Baubeamten im benachbarten Lichtenberg. Daher beauftragte man mit der Projektfortführung den Charlottenburger Architekten Hugo Kinzer. Der stimmte sich weiterhin mit dem Entwurfsverfasser Hans Schütte ab. Gemeinsam trieben sie das Bauprojekt voran. Von 1901 bis 1904 leitete Kinzer diesen Bau. Es entstand ein dreigeschossiger, neogotischer Eckbau mit einem 54 Meter hohen Turm als herausragendem Element. Stilistisch kann die Architektur der mittelmärkischen Backsteingotik zugeordnet werden.
Kinzer hinterließ in Berlin-Köpenick viele weitere bauliche Spuren. Nach seinen Entwürfen und unter seiner Leitung entstanden auch der Straßenbahnhof Köpenick (1903–1906), das Wasserwerk Müggelsee (1906), das Abwasserpumpwerk Köpenick Ia (1904; Platz des 23. April / Am Generalshof 5), das Abwasserpumpwerk Köpenick III (1906–1907; Wendenschloßstraße 93), die Erweiterung des Gaswerks Köpenick (heute Köpenicker Hof), das Umformer-Unterwerk mit Wartehalle der städtischen Straßenbahn (im Stil der Renaissance mit Kalkstein im Erdgeschoss und Fachwerk im Obergeschoss), das Realgymnasium Köpenick (1909–1910; später Friedrich-Fröbel-Schule, heute Best-Sabel-Gymnasium) und das Krankenhaus Köpenick (1912–1913).

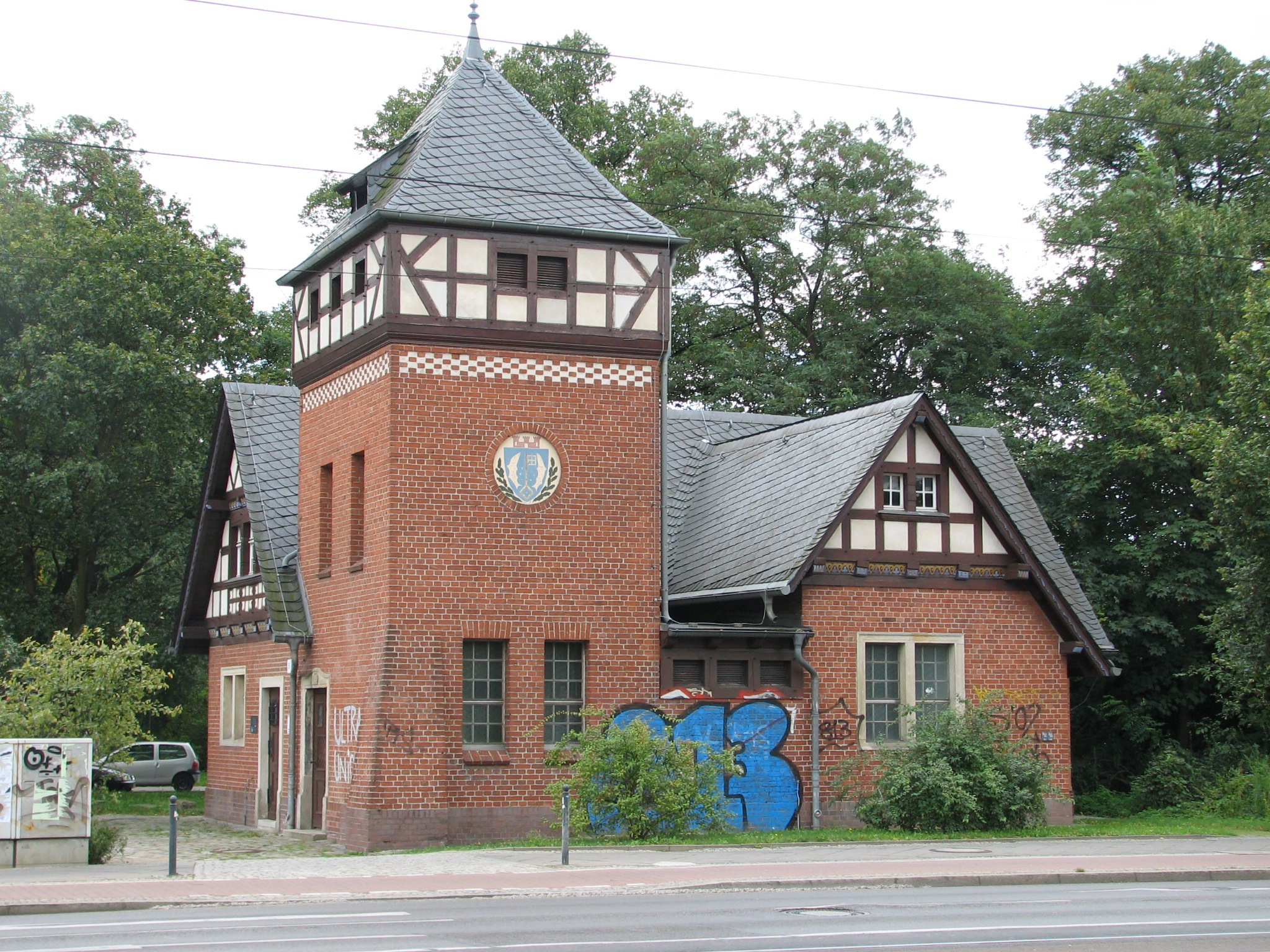
Pumpwerk Köpenick Ia am Platz des 23. April
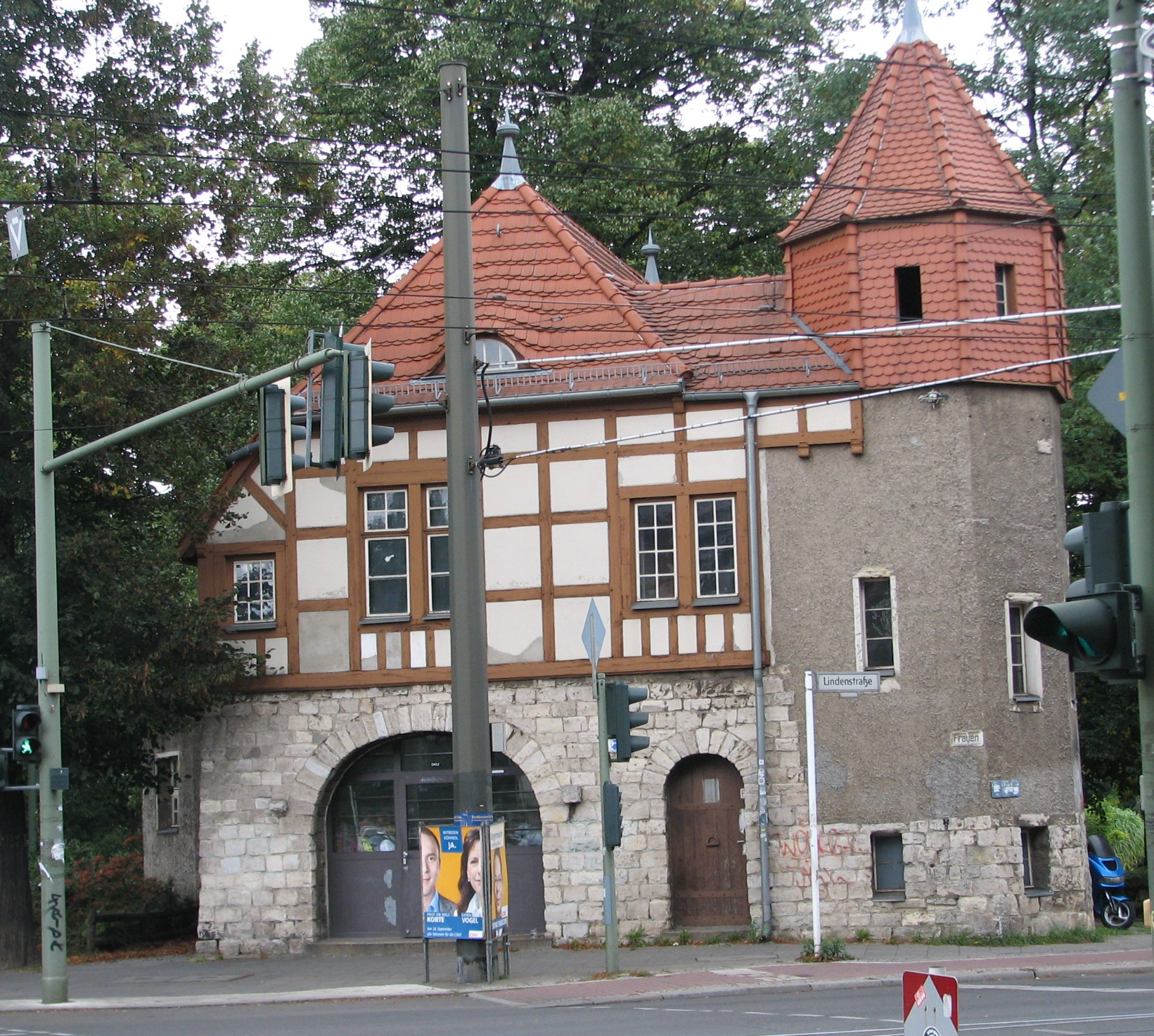
Umformerwerk mit Wartehäuschen am Platz des 23. April
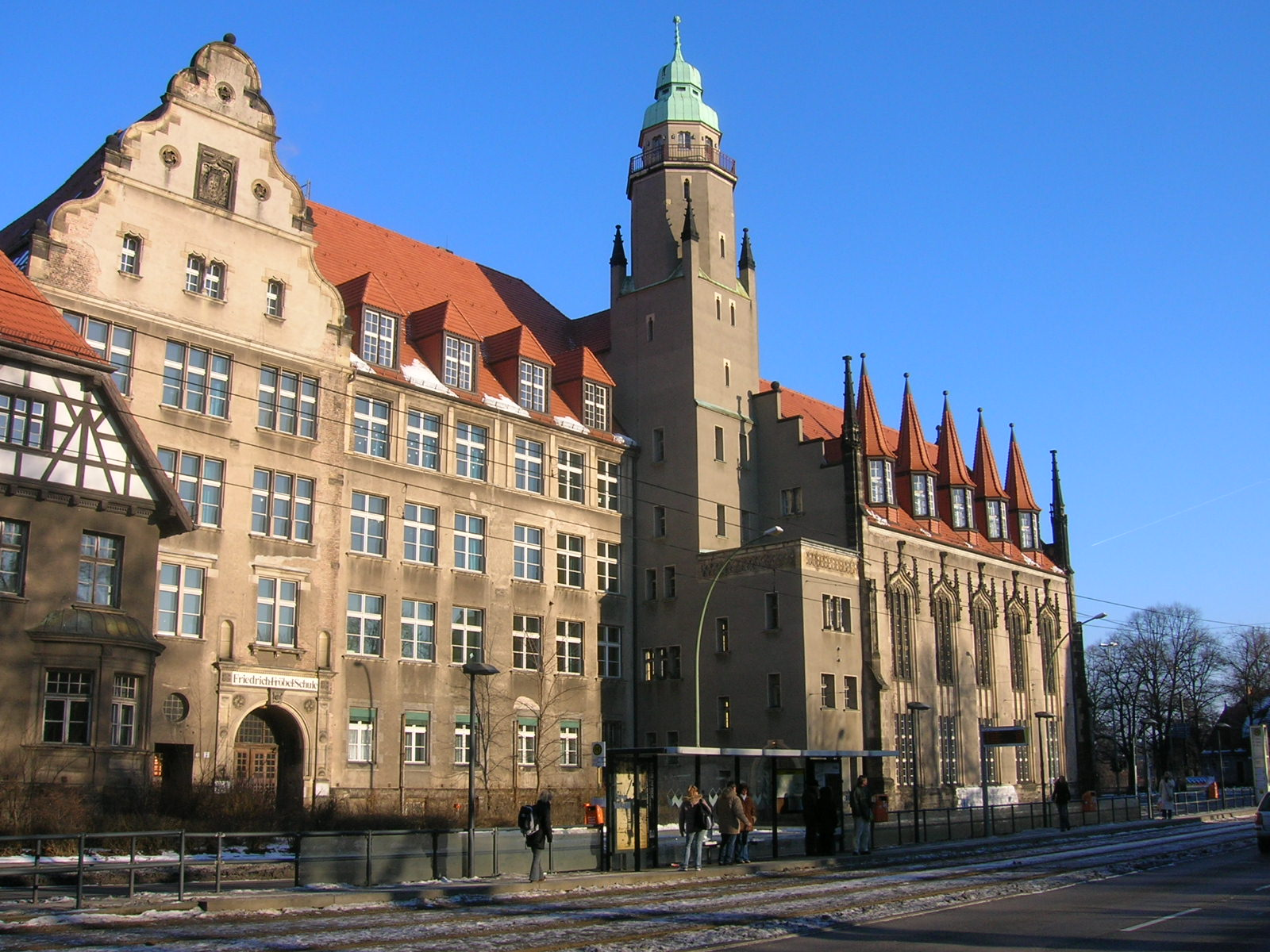
Ehemaliges Realgymnasium Köpenick

## Galerie

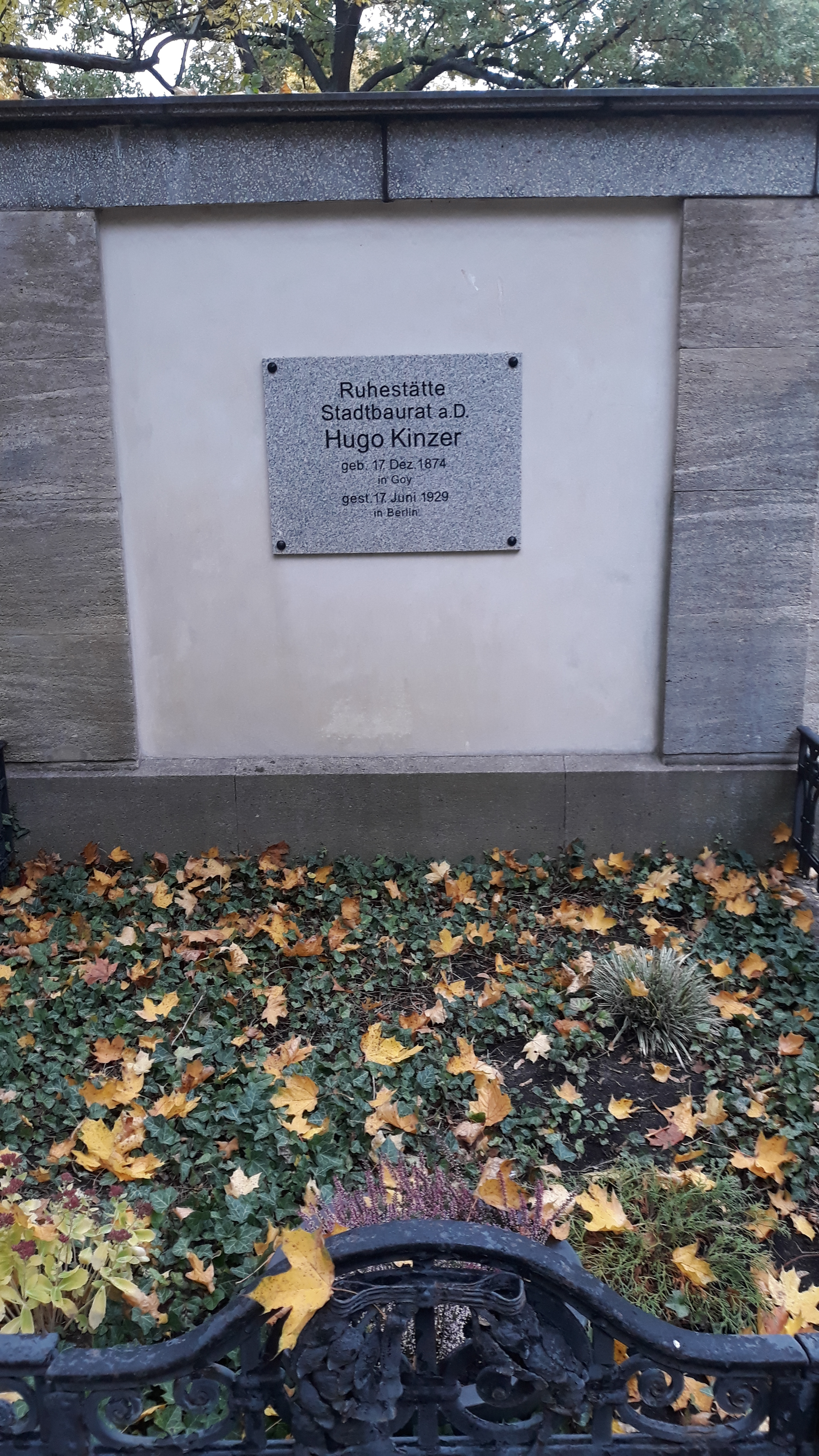
Das Grab von Hugo Kinzer auf dem Evangelischen Laurentius-Friedhof in Berlin-Köpenick.
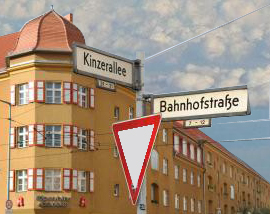
Straßenschild der Kinzerallee in Berlin-Köpenick
Stadtverordneten-Kollegium in Köpenick (um 1910), Kinzer als 7. von links
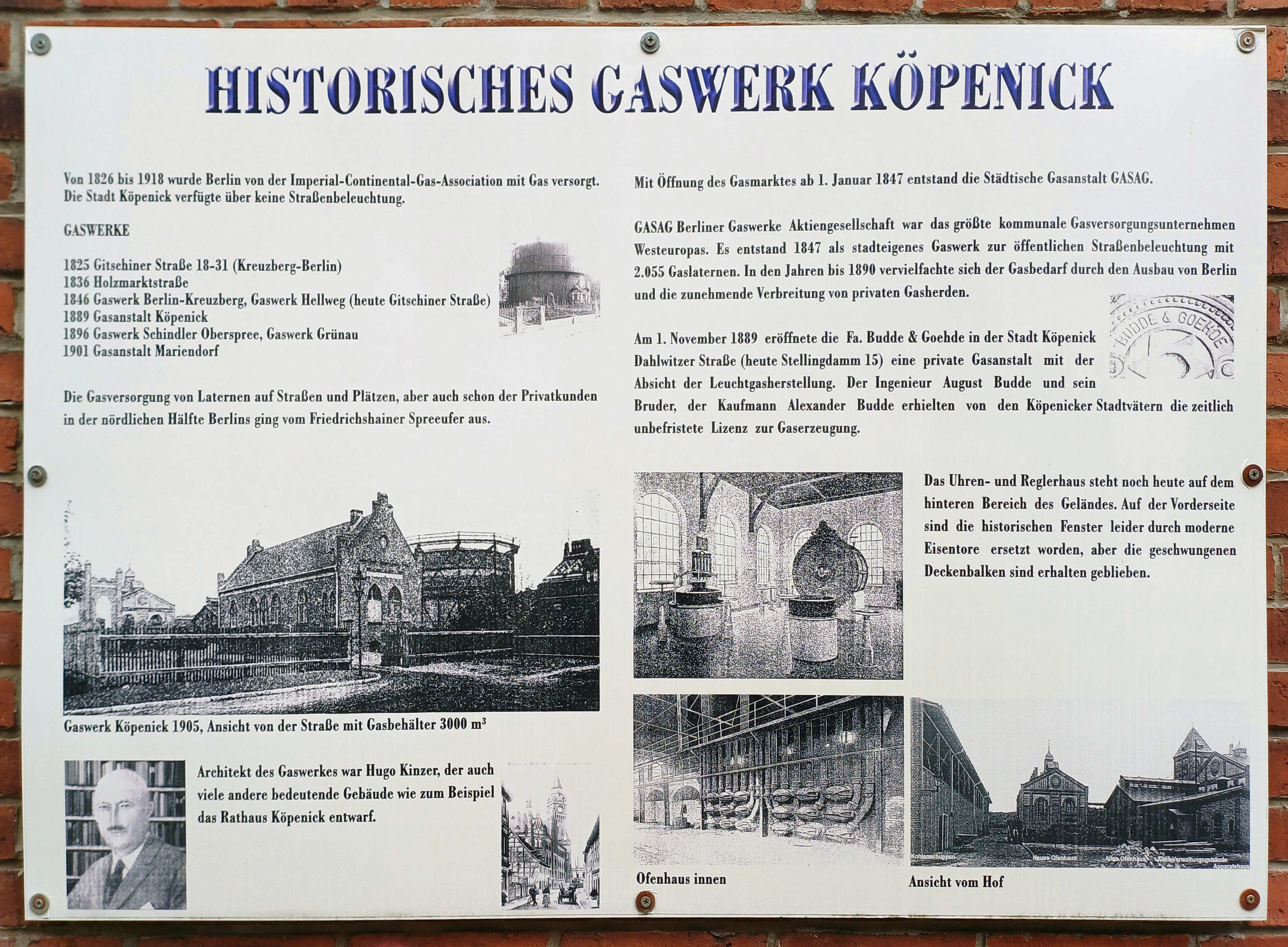
Historisches Gaswerk, Berlin-Köpenick